# David Rice Atchison
David Rice Atchison (Lexington, 11 agosto 1807 – Gower, 26 gennaio 1886) è stato un politico statunitense.

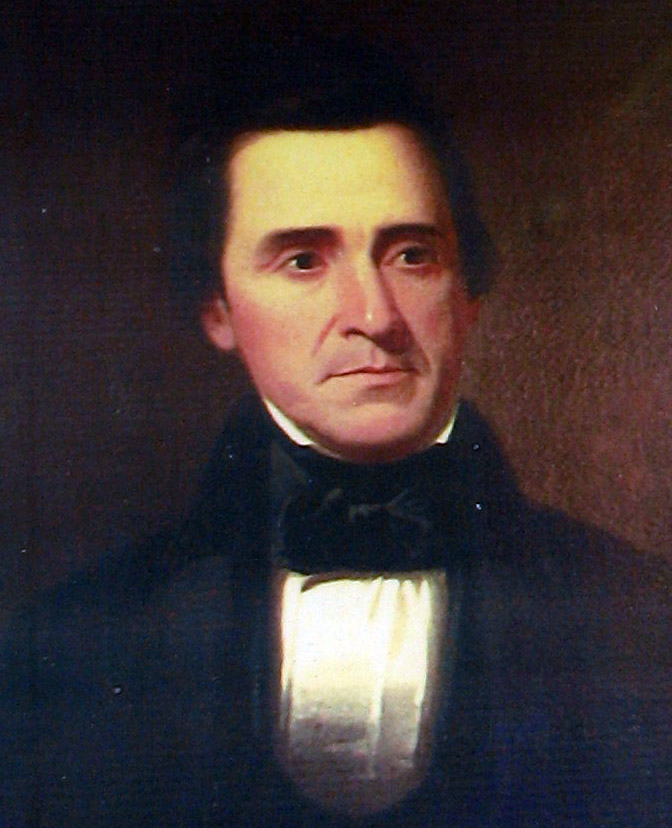
Ritratto di George Caleb Bingham

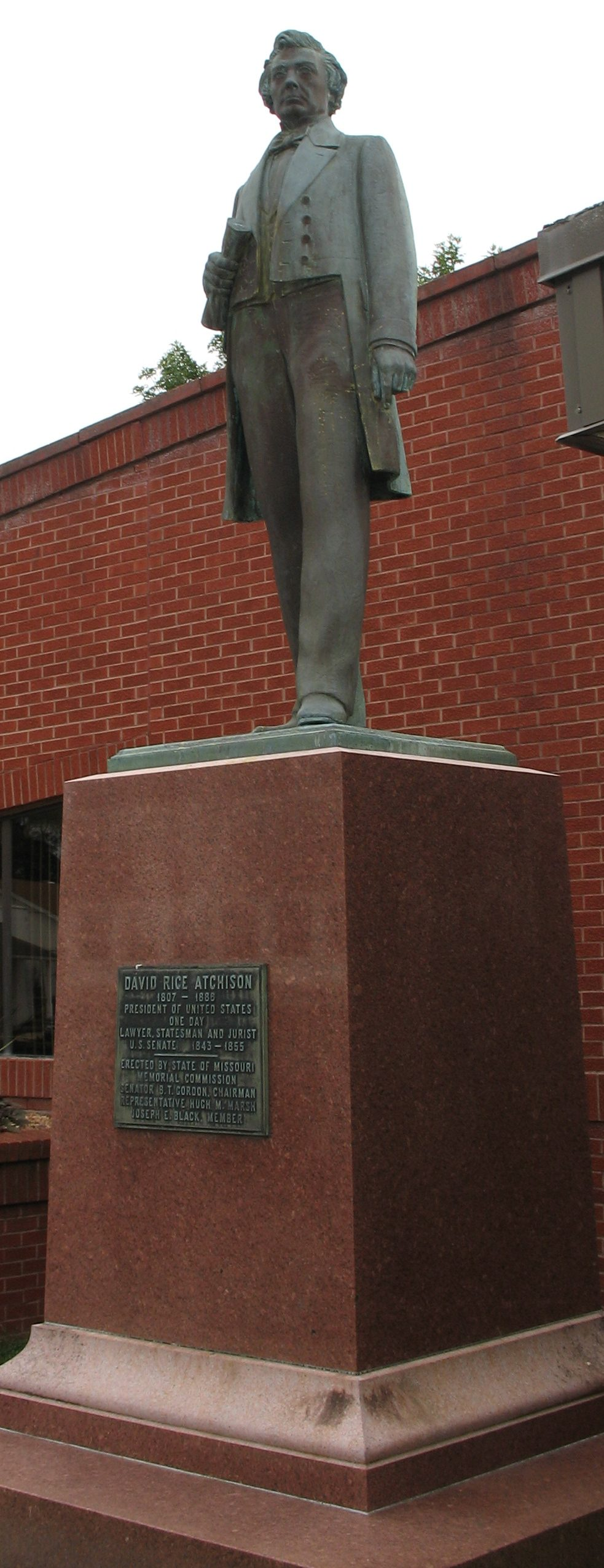
Statua presso il tribunale della contea di Clinton in Missouri

Fu presidente pro tempore del Senato degli Stati Uniti d'America per sei anni. È famoso soprattutto perché, secondo la tradizione popolare, sarebbe stato presidente degli Stati Uniti d'America pro tempore per un solo giorno (4 marzo 1849), una circostanza che, però, non è riconosciuta a livello giuridico.
Atchison, proprietario di numerosi schiavi e di una piantagione, fu un importante attivista a favore dello schiavismo nonché il capo dei Border Ruffian, coinvolti pesantemente con la violenza contro abolizionisti ed altri free-stater nel corso dei fatti del "Bleeding Kansas".

## Gioventù
Atchison nacque da William Atchison a Frogtown (poi diventata Kirklevington), oggi parte di Lexington (Kentucky). Fu istruito presso la Transylvania University di Lexington, dove ebbe come compagni cinque futuri senatori democratici (Solomon Downs della Louisiana, Jesse Bright dell'Indiana, George Wallace Jones dello Iowa, Edward Hannegan dell'Indiana e Jefferson Davis del Mississippi). Atchison fu ammesso al barreau del Kentucky nel 1829.

## Avvocato e politico in Missouri
Nel 1830 si trasferì a Liberty nella contea di Clay in Missouri occidentale, ed iniziò a lavorarvi come avvocato ed a coltivare. Lo studio di Atchison fece fortuna, ed il suo cliente più famoso fu il capo mormone Joseph Smith. Atchison rappresentò Smith nella disputa sulla terra con i coloni non-mormoni delle contee di Caldwell e Daviess.
Alexander William Doniphan entrò come socio nello studio di Atchison a Liberty nel maggio 1833. I due divennero grandi amici e passarono molto tempo giocando a carte, andando alle corse di cavalli, cacciando, pescando e partecipando ad eventi politici. Atchison, già membro del Liberty Blues, una milizia volontaria del Missouri, convinse Doniphan a farne parte.
Atchison fu eletto alla camera dei rappresentanti del Missouri nel 1834. Lavorò duramente per il Platte Purchase che nel 1837 estese il confine nordoccidentale del Missouri fino al fiume Missouri.
Quando scoppiarono i primi scontri della cosiddetta guerra mormone del 1838, Atchison fu nominato maggior generale della milizia statale e prese parte alla soppressione della violenza da ambo le parti.
Nel 1838 fu rieletto alla camera dei rappresentanti del Missouri. Tre anni dopo fu nominato giudice della corte del Missouri Circuit per le sei contee del Platte Purchase. Nel 1843 divenne commissario della contea di Platte, dove si trasferì.

## Carriera da senatore
Nell'ottobre 1843 Atchison fu eletto al Senato per occupare il posto lasciato vacante dalla morte di Lewis Fields Linn. Divenne quindi il primo senatore del Missouri occidentale. All'età di 36 anni fu il più giovane senatore del Missouri. Sempre nel 1843 Atchison fu chiamato ad occupare la parte terminale del mandato di Linn e fu rieletto nel 1849.
Atchison era molto popolare tra i senatori democratici. Quando questi presero il controllo del senato nel dicembre 1845, scelsero Atchison come presidente pro tempore, facendolo quindi diventare terzo in linea di successione per la presidenza e dandogli l'onore di presiedere il senato quando il vicepresidente era assente. Aveva solo 38 anni ed era senatore solo da due. Nel 1849 Atchison lasciò il ruolo di presidente pro tempore a William R. King. King a sua volta restituì l'incarico ad Atchison nel dicembre 1852, quando fu nominato vicepresidente degli Stati Uniti d'America. Atchison rimase presidente pro tempore fino al dicembre 1854.
Da senatore Atchison fu un fervente difensore della schiavitù e dell'espansionismo territoriale. Sostenne l'annessione del Texas e la guerra messico-statunitense. Atchison e l'altro senatore del Missouri, il venerabile Thomas Hart Benton, divennero rivali ed infine nemici, nonostante fossero entrambi democratici. Benton si dichiarò contro la schiavitù nel 1849, e nel 1851 Atchison si alleò con i Whig per sconfiggere Benton per la rielezione.
Benton, deciso a combattere Atchison nel 1854, iniziò a discutere della organizzazione territoriale dell'area ad ovest del Missouri (oggi Kansas e Nebraska) in modo da aprirla agli insediamenti. Per contrastarlo Atchison propose di organizzare l'area e che la sezione del compromesso del Missouri che vietava lo schiavismo fosse eliminata a favore del principio di sovranità popolare, con il quale i coloni di ogni territorio avrebbero scelto se permetterlo o meno.
Su richiesta di Atchison, il senatore Stephen A. Douglas dell'Illinois introdusse il Kansas-Nebraska Act che incorporava questa idea, nel novembre 1853. L'atto divenne legge nel maggio 1854, con la creazione dei territori di Kansas e Nebraska.

### Border Ruffians
Douglas (e Atchison) avevano ipotizzato di far colonizzare il Nebraska dai Free-State di Iowa e Illinois, ed il Kansas da coloro che sostenevano lo schiavismo in Missouri e negli stati confinanti, tenendo quindi bilanciato il conto tra stati schiavisti e stati liberi. Nel 1854 Atchison aiutò a fondare la città di Atchison (Kansas), come insediamento pro-schiavismo. La città (e la contea) presero da lui il nome.
Mentre molti abitanti del sud accettarono la proposta di insediarsi in Kansas, in pochi lo fecero veramente. Gli anti-schiavisti del nord considerarono il Kansas un campo di battaglia ed incoraggiarono i loro coloni ad andare in Kansas per assicurarsi che Kansas e Nebraska diventassero liberi.
Fu chiaro che la legislatura del territorio del Kansas da eleggere nel marzo 1855 avrebbe vietato lo schiavismo. Un arrabbiato Atchison chiese agli schiavisti del Missouri di sostenere lo schiavismo con la forza e di "uccidere ogni dannato abolizionista nel distretto" se necessario. Reclutò un'enorme massa di uomini del Missouri armati in modo pesante, i cosiddetti "Border Ruffian". Il giorno dell'elezione, 30 marzo 1855, Atchison guidò 5000 Border Ruffians in Kansas. Presero il controllo di tutti i seggi con le armi, fecero decine di migliaia di voti fasulli per i candidati pro-schiavismo ed elessero una legislatura a loro congeniale.
La violenza non fu accettata dal governo federale. Quando il governatore territoriale Andrew Reeder obiettò fu deposto dal presidente Pierce, un nordista che sosteneva le posizioni dei sudisti.
Nonostante questa dimostrazione di forza, furono molti più gli anti-schiavisti degli schiavisti a trasferirsi in Kansas. Vi furono continue razzie ed imboscate da entrambe le parti nel periodo noto come "Bleeding Kansas". Nonostante gli sforzi di Atchison e dei Ruffian, il Kansas ripudiò lo schiavismo e divenne uno Stato libero nel 1861.

### Sconfitta nella rielezione
Il mandato da senatore di Atchison terminò il 4 marzo 1855. Cercò di farsi eleggere per un altro mandato, ma i democratici del Missouri si divisero tra lui e Benton, mentre la minoranza Whig portò avanti il proprio candidato. Nessun senatore fu eletto fino al gennaio 1857, quando fu scelto James Stephen Green.

### Propositi per la ferrovia
Quando fu proposta la creazione della First Transcontinental Railroad negli anni 1850, Atchison chiese di costruirla lungo la rotta centrale (da Saint Louis attraverso Missouri, Kansas e Utah), piuttosto che lungo la rotta meridionale (da New Orleans attraverso Texas e Nuovo Messico). Ovviamente il percorso suggerito attraversava la città di Atchison.

## Soldato della guerra di secessione
Atchison sostenne la secessione, mentre A. W. Doniphan non prese ufficialmente posizione. In privato Doniphan sostenne l'Unione, ma non poté schierarsi contro amici ed associati.
Durante la iniziale crisi del Missouri nella guerra di secessione americana, Atchison si schierò a favore del governatore pro-confederato del Missouri, Claiborne Jackson. Accettò la nomina a generale della Missouri State Guard. Atchison reclutò le guardie in Missouri settentrionale e prestò servizio col generale Sterling Price nella campagna dell'estate 1861. A settembre 1861 Atchison comandò 3500 uomini oltre il Missouri per dare sostegno a Price e sconfiggere l'Unione che cercava di bloccarne gli uomini nella battaglia di Liberty.
Atchison continuò a combattere fino alla fine del 1861. Nel marzo 1862 le forze dell'Unione nel teatro del Trans-Mississippi riportarono una vittoria decisiva a Pea Ridge in Arkansas, assicurando all'Unione il controllo del Missouri. Atchison diede le dimissioni e si trasferì in Texas per il resto della guerra. Dopo la guerra si ritirò nella propria fattoria nei pressi di Gower, in Missouri. La sua proprietà a Plattsburg fu rasa al suolo dalle fiamme prima della sua morte nel 1886. Tra le altre cose si persero libri, documenti e lettere che raccontavano il suo coinvolgimento nella guerra mormone, negli affari indiani, nelle attività pro-schiavismo, nella guerra civile ed in altre cose della sua carriera di avvocato, senatore e militare.

## "Presidente per un giorno"
Il mandato dell'uscente James Polk, 11º presidente degli Stati Uniti d'America, terminava alle ore 00:00 del 4 marzo, che era una domenica. Il suo successore, Zachary Taylor, rifiutò di prestare giuramento di domenica. Essendo presidente pro tempore del Senato, e quindi vicepresidente esecutivo, secondo la legge di successione in vigore al tempo, Atchison fu popolarmente ritenuto essere il presidente facente funzioni, dalle ore 00:00 del 4 marzo fino al giuramento della presidenza di Zachary Taylor il giorno dopo, lunedì 5 marzo.
In un'intervista al Saint Louis Globe-Democrat, Atchison disse che aveva dormito per buona parte della giornata della sua presunta presidenza: "Vi furono tre o quattro nottate di lavoro intenso per completare il lavoro del Senato, per cui dormii buona parte della domenica".
Atchison discusse poi la cosa in un numero del settembre 1872 del Plattsburg Lever, negando di essere stato tecnicamente per un giorno presidente degli Stati Uniti d'America (domenica 4 marzo 1849).
Atchison aveva 41 anni e 6 mesi nel momento della presunta presidenza, sarebbe stato quindi il presidente più giovane degli Stati Uniti. Il più giovane tra quelli ufficiali, Theodore Roosevelt, aveva 42 anni e 11 mesi quando giurò dopo la morte di William McKinley nel 1901, mentre John Fitzgerald Kennedy, il più giovane a essere stato eletto, ne aveva 43 e 7 mesi nel 1961.

## Retaggio

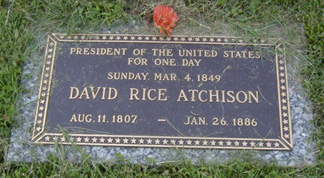
Lapide di David Rice Atchison

Atchison morì il 26 gennaio 1886 all'età di 78 anni. Fu sepolto presso il Greenlawn Cemetery di Plattsburg (Missouri), dove una statua lo ricorda di fronte al tribunale della contea di Clinton. Sulla lapide si legge "Presidente degli Stati Uniti d'America per Un Giorno".
Atchison (Kansas) prende da lui il nome. In seguito la città diede il nome anche alla famosa Atchison, Topeka and Santa Fe Railway.
Nel 1991 Atchison fu inserito nella Hall of Famous Missourians, ed un busto in bronzo che lo raffigura è esposto nella rotunda del Campidoglio del Missouri.
C'è un memoriale dedicato ad Atchison anche nell'area Landsdowne di Lexington (Kentucky).